# Leptoscyphus antarcticus
Leptoscyphus antarcticus är en bladmossart som först beskrevs av Caro Benigno Massalongo, och fick sitt nu gällande namn av Silvia Susana Solari. Leptoscyphus antarcticus ingår i släktet Leptoscyphus och familjen Lophocoleaceae. Inga underarter finns listade i Catalogue of Life.